# 미셸 소니
미셸 소니(프랑스어: Michel Sogny; 1947년 11월 21일, 프랑스 포)는 헝가리계 프랑스 피아니스트, 작곡가, 작가이다. 그는 피아노 교육에 대한 새로운 접근 방식을 개발했다. 그의 방법론은 모든 연령대의 많은 학생들이 이 악기를 즐겁게 연주할 수 있게 했는데, 일반적으로 피아노 연주는 어린 시절에 배우지 않으면 달성하기 어려운 것으로 여겨진다.

## 생애
미셸 소니는 파리 에콜 노르말 드 뮤지크에서 쥘 장티와 이본 데스포르트의 지도 아래 피아노를 공부했다. 이 외에도 그는 심리학 석사 학위, 문학 학사 학위, 그리고 철학 박사 학위를 취득하였다. 1974년 소르본 대학교에서 블라디미르 얀켈레비치의 지도 아래 박사 학위를 취득했다. 미셸 소니는 SOS 탤런츠 재단의 설립자이다.
발레리 지스카르 데스탱과 프란츠 리스트의 증손녀인 블랑딘 올리비에 드 프레보와 함께 소니는 프랑스 프란츠 리스트 협회의 창립 멤버 중 한 명이었다.

## 미셸 소니의 피아노 교육법
소니의 방법론은 파리와 제네바에 있는 그의 학교에서 가르쳐진다. 1974년 이후 2만 명 이상의 학생들이 소니의 방법으로 피아노를 익히고 있다.
이 방법은 두 가지 주요 구성 요소로 이루어져 있다: 첫째는 작은 연습곡을 나타내는 교육적 작품인 '프롤레고멘'이다. 프롤레고멘은 음악적 교향과 음향의 인식을 발전시킨다. 둘째는 손동작과 자세와 같은 기술적 능력 개발에 집중하는 연습곡 사이클이다.
소니의 학생 중 한 명인 미셸 파리는 성인이 되어서야 피아노 연습을 시작한 프랑스어 교수였다. 소니의 4년 과정을 마친 후, 30세에 그녀는 문화부의 후원으로 샹젤리제 극장에서 독주회를 열었다.
미셸 소니의 또 다른 성공적인 학생인 클로딘 제바코는 1983년과 1984년 샹젤리제 극장에서 공연을 했다.
1981년, 상원은 미셸 소니의 방법론을 프랑스 전역에 도입하는 것을 논의하기 위해 문화부 장관 자크 랑에게 공식적으로 연락했다.